# Лук'янець Володимир Лукич
Володимир Лукич Лук'янець (16 червня 1956, Бакаєве, Чорнобаївський район Черкаська область — 13 січня 2014) — український політик, голова Черкаської обласної державної адміністрації (1999–2002).

## Біографія
Народився 1956 року у селі Бакаєве, Чорнобаївського району Черкаської області, УРСР.
У 1973–1979 роках, після закінчення середньої школи, працював робітником, техніком молочнотоварної ферми, спортивним інструктором та помічником бригадира навчального господарства «Родниківка» Уманського району. Продовжуючи працювати, закінчив Уманський сільськогосподарський інститут. У 1989 закінчив Вищу партійну школу.
У 1979–1982 роках був на комсомольської роботі, у 1982–1985 роках очолював колгосп ім. Фрунзе Уманського району. З грудня 1991 року до лютого 1994 року працював директором дослідницького елітно — насіннєвого господарства «Нива» Христинівського району.
З лютого 1985 року по березень 1990 року працював на комсомольській та партійній роботі: першим секретарем Черкаського обласного комітету комсомолу та першим секретарем Христинівського райкому КПУ. У березні 1990 року був обраний головою Христинівської районної ради народних депутатів.
З лютого по червень 1994 був заступником голови Черкаської ОДА, з червня 1994 року по липень 1995 року — першим заступником голови Черкаського обласного виконавчого комітету з виконавчої роботи, з липня 1995 року по червень 1998 року — першим заступником голови Черкаської ОДА.
10 квітня 1998 року обраний головою Черкаської обласної Ради, а 10 вересня 1999 року призначений головою Черкаської ОДА. Звільнений з посади у листопаді 2002 року.
Після звільнення з посади працював генеральним директором державного підприємства «Златодар».
2003 року захистив кандидатську дисертацію зі спеціальності 06.01.01 — загальне землеробство на тему: «Оптимізація структури сільськогосподарських угідь і попередників озимої пшениці для Черкаської області при переході села до ринкових відносин».

## Нагороди, відзнаки
Заслужений працівник сільського господарства України (2001). Нагороджений Орденом Святого Миколи Чудотворця (2007).